# پاتسایف ۱۷۹۱
سیارک ۱۷۹۱ (به انگلیسی: 1791 Patsayev، نامگذاری:1967RE) هزار و هفتصد و نود و یکمین سیارک کشف شده‌است که در ۴ سپتامبر ۱۹۶۷ کشف شد.
قدر مطلق سیارک برابر ۱۱٫۸۰ است.